# Gösta Åsbrink
Karl Gösta Åsbrink (Lovö, Ekerö Comtat d'Estocolm, 18 de novembre de 1881 – Estocolm, 19 d'abril de 1966) va ser un gimnasta i pentatleta suec que va competir a primers del segle xx.
El 1908 va prendre part en els Jocs Olímpics de Londres, on guanyà la medalla d'or en la prova del concurs complet per equips, com a membre de l'equip suec.
Quatre anys més tard disputà la prova del pentatló modern a Estocolm, on guanyà la medalla de plata en la primera aparició del pentatló modern en uns Jocs Olímpics.